# Lekkoatletyka na Letnich Igrzyskach Olimpijskich 1924 – skok o tyczce mężczyzn
Skok o tyczce mężczyzn – był jedną z konkurencji lekkoatletycznych rozgrywanych podczas igrzysk olimpijskich w Paryżu. Zawody odbyły się w dniach 9 lipca (kwalifikacje) i 10 lipca (finał) 1924 roku na Stade Olympique Yves-du-Manoir. Wystartowało 20 zawodników z 13 krajów.

## Rekordy
Tabela uwzględnia rekordy uzyskane przed rozpoczęciem rywalizacji.
|                   | Zawodnik     | Wynik | Miejsce   | Data             |
| ----------------- | ------------ | ----- | --------- | ---------------- |
| Rekord świata     | Charles Hoff | 4,21  | Kopenhaga | 22 lipca 1923    |
| Rekord olimpijski | Frank Foss   | 4,09  | Antwerpia | 20 sierpnia 1920 |

## Wyniki

### Eliminacje
Rywalizowano w dwóch grupach eliminacyjnych. Do finału awansowali zawodnicy którzy pokonali wysokość 3,66 m.
| Pozycja | grupa el. | Zawodnik                | Wynik | Uwagi |
| ------- | --------- | ----------------------- | ----- | ----- |
| 1.      | 1         | Lee Barnes              | 3,66  | Q     |
| 1.      | 1         | James Brooker           | 3,66  | Q     |
| 1.      | 1         | Victor Pickard          | 3,66  | Q     |
| 1.      | 2         | Glenn Graham            | 3,66  | Q     |
| 1.      | 2         | Ralph Spearow           | 3,66  | Q     |
| 1.      | 2         | Maurice Henrijean       | 3,66  | Q     |
| 1.      | 2         | Henry Petersen          | 3,66  | Q     |
| 8.      | 1         | Paul Dufauret           | 3,55  |       |
| 8.      | 2         | Maurice Vautier         | 3,55  |       |
| 8.      | 2         | Irving Francis          | 3,55  |       |
| 11.     | 1         | Robert Duthil           | 3,40  |       |
| 11.     | 1         | Eurico de Freitas       | 3,40  |       |
| 11.     | 2         | Marcel Muzard           | 3,40  |       |
| 11.     | 2         | Harry de Keijser        | 3,40  |       |
| 15.     | 1         | František Fuhrherr-Nový | 3,20  |       |
| 15.     | 1         | James Campbell          | 3,20  |       |
| 15.     | 1         | Argyris Karagiannis     | 3,20  |       |
| 15.     | 2         | Yrjö Helander           | 3,20  |       |
| 15.     | 2         | Valter Ever             | 3,20  |       |
| 15.     | 2         | Stefan Adamczak         | 3,20  |       |

### Finał
O kolejności miejscach 1-2 i 3-4 zadecydowała dogrywka pomiędzy zawodnikami.
| Pozycja | Zawodnik          | Wynik |
| ------- | ----------------- | ----- |
| 1.      | Lee Barnes        | 3,95  |
| 2.      | Glenn Graham      | 9,95  |
| 3.      | James Brooker     | 3,90  |
| 4.      | Henry Petersen    | 3,90  |
| 5.      | Victor Pickard    | 3,80  |
| 6.      | Ralph Spearow     | 3,70  |
| 7.      | Maurice Henrijean | NM    |